# Schande (Roman)
Schande (2000) (englisch: Disgrace, 1999) ist ein Roman von J. M. Coetzee, für den er 1999 mit dem Booker Prize ausgezeichnet wurde. Der Titel des Romans ist nicht eindeutig ins Deutsche zu übersetzen, da disgrace nicht nur „Schande“, sondern auch „Ungnade“ bedeutet. Der Inhalt rechtfertigt beide Lesarten: David, der Protagonist, ist in Ungnade gefallen, seine Tochter Lucy jedoch wurde vergewaltigt, also „geschändet“.
Robert McCrum hat das Werk in seine für den Guardian zusammengestellte Liste der 100 besten englischsprachigen Romane aufgenommen.

## Inhalt
Der Text beschäftigt sich – wie oft bei Coetzee – mit dem Südafrika in der Postapartheid-Ära. Anders als in anderen Romanen verzichtet der Autor hier anscheinend auf Utopien, obgleich er in den Namen der Hauptpersonen David, Lucy und Petrus beziehungsreiche Anspielungen auf einen zukunftsträchtigen Hintergrund macht (siehe Personennamen).
Hauptfigur ist der weiße, 52-jährige Literaturprofessor David Lurie. Er lebt und arbeitet in Kapstadt, ist zweimal geschieden, die einzige Tochter, Lucy, führt ihr eigenes Leben. Seine Studenten hält er für dumm oder desinteressiert, die eigene wissenschaftliche Befähigung für begrenzt. Wenn Lurie an die Zukunft denkt, sieht er sich als einsamen alten Mann, der den Tag damit zubringt, dem Abend entgegenzudämmern, um sich endlich seine Suppe kochen und schlafen legen zu können. Zum Arrangement mit der empfundenen Sinnlosigkeit seiner Existenz gehört das Verhältnis mit der Studentin Melanie, da es die leere Zeit füllt und seine Furcht vor dem Alter vertreibt.
Das Verhältnis wird bekannt und gegen Lurie ein Verfahren wegen sexueller Belästigung in Gang gesetzt. Ein Psychoterror beginnt. Seine Autoreifen werden zerstochen, die Organisation „Frauen gegen Vergewaltigung“ veranstaltet eine vierundzwanzigstündige Mahnwache, auf einem Flugblatt wird ihm gedroht: „Deine Tage sind vorbei, Casanova“. Der Untersuchungskommission genügt es nicht, dass er sich schuldig bekennt, das Statut verletzt zu haben. Er soll eine Beichte ablegen, „Reue“ zeigen, sich „beraten“ und therapieren lassen, und die Antidiskriminierungsbeauftragte Dr. Farodia Rassool will die Affäre in die lange Unterdrückungsgeschichte der Frau eingereiht wissen. Mehr als die Affäre selbst wird Lurie übelgenommen, dass er sich ihrer Politisierung, Psychologisierung, Ideologisierung, also der nachträglichen Sinngebung verweigert und auf ihrer absichtsfreien Banalität und dem puren Zerstreuungscharakter beharrt. Das Eingeständnis der Sinnlosigkeit seiner Existenz stellt auch die Existenzgründe, die die anderen für sich beanspruchen, in Frage, denn er nimmt ihnen die Möglichkeit, sie an seiner Unterwerfung – die als Kampf gegen die reaktionären Restbestände in der Gesellschaft inszeniert werden soll – zu erneuern und zu bestätigen. Lurie muss aus dem Universitätsdienst ausscheiden. Melanie, in deren Interesse das offiziell geschieht, ist in dem Verfahren nur der Vorwand, um den Apparat in Gang zu setzen. Ihr eifersüchtiger Freund hatte ihren Vater und dieser die Universitätsleitung informiert.
David Lurie zieht zu seiner homosexuellen Tochter Lucy, die weit weg in der Provinz Ostkap allein eine kleine Farm betreibt. Um sich die Zeit zu vertreiben, hilft er einer Freundin seiner Tochter in ihrer „Tierklinik“ – sie schläfert Hunde ein, um diese vor ihrem Elend zu bewahren. David beginnt, die Würde der Tiere anzuerkennen und scheint durch seine Arbeit, die Kadaver zu verbrennen, Buße zu tun.
Als die Farm von drei vermutlich (lediglich aus dem Kontext abzuleiten) schwarzen Männern überfallen und Lucy brutal vergewaltigt wird, kann David ihr nicht helfen; er kommt selber nur knapp mit dem Leben davon. Gegenüber der Polizei reduziert Lucy das Verbrechen auf einen Raubüberfall – mit der nicht abwegigen, aber kaum erschöpfenden Begründung, die Täter würden „bei dem Zustand, in dem sich die Polizei befindet“, ohnehin unauffindbar bleiben. Sie trifft noch mehr Entscheidungen, die David verblüffen. Ihre Farm überschreibt sie ihrem Nachbarn und plant, in dessen Familienverband einzutreten, obwohl Anhaltspunkte existieren, dass er in das Verbrechen eingeweiht war und die Täter kennt. Lucy, die in beinahe klischeehafter Weise die Attribute der modernen, unabhängigen, emanzipierten jungen Frau vereint, negiert damit alles, was ihr Leben bis dahin ausgemacht und sie als Angehörige der westlichen Zivilisation ausgewiesen hat. Sie vollzieht eine vollständige Regression zu einer atavistischen Lebensform. Es ist nicht bloß Resignation, die sie treibt. Natürlich kann und will sie sich der Erkenntnis nicht entziehen, dass ihre zivilisierte, privilegierte, europäische („weiße“) Existenz in Südafrika zu Ende ist. Darin liegt für sie eine historische Logik und Gerechtigkeit – eine Auffassung, die ihr Vater teilt. Als David nach mehreren Wochen nach Kapstadt zurückkehrt und sein Haus aufgebrochen und geplündert vorfindet, betrachtet er das als „Reparation“, welche den Schwarzen für das Leid der Apartheid zustehe. Seine Annahme indes, die Entscheidungen der Tochter seien von historischen Schuldkomplexen gesteuert, weist Lucy energisch zurück. Sie nimmt auch nicht an, sie könne Sicherheit, Würde und Selbstbestimmung dadurch zurückgewinnen, dass sie eine unaufhaltsame Entwicklung nicht nur erleidet, sondern bejaht und aktiv mitvollzieht. Sie weiß, dass es den Vergewaltigern um ihre Unterwerfung und Unterjochung ging, und gesteht ihre Angst vor deren Rückkehr ein. Trotzdem lehnt sie Davids Vorschlag ab, in die Niederlande oder wenigstens nach Kapstadt zu ziehen. Sie sucht Schutz bei ihrem Nachbarn. Ihr Handeln erscheint David noch konfuser, als Lucy, die durch Vergewaltigung schwanger geworden ist, das Kind austragen will. Ihre schlichte Begründung lautet: „Ich bin eine Frau, David.“

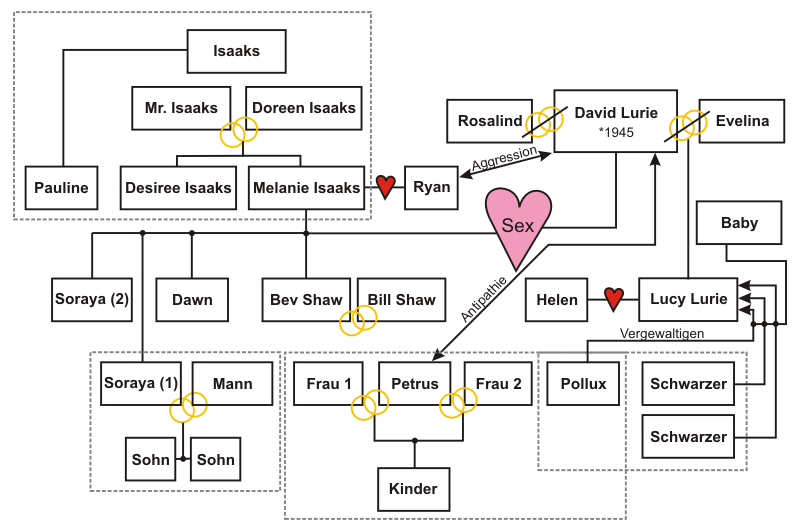
Personenkonstellation

Sie ist vielmehr wirklich guter Hoffnung, möchte ihr Kind in die Gesellschaft der schwarzen Nachbarn hineingebären und in ihrer Mitte tätig sein und das Land mit ihnen bearbeiten. Denn es geht ihr „um eine gute Ausgangsbasis für einen Neuanfang“, und zwar „von ganz unten anzufangen: (…) Ohne Papiere, ohne Waffen, ohne Besitz, ohne Rechte, ohne Würde“ (S. 266).

## Themen
Neben den geschilderten Konflikten zwischen Schwarzen und Weißen sowie zwischen Männern und Frauen setzt sich der Roman auch mit dem Verhältnis zwischen Mensch und Tier auseinander. David hilft, da er sonst nichts zu tun hat, einer Freundin in ihrer Tierklinik aus und entdeckt langsam das Mitgefühl. (Er mit ihr und sie mit ihm und er mit den Tieren usw.)
Ein weiterer großer Themenkomplex ist die Bedeutung der Kunst für den Einzelnen und die Welt. Als David aus der Lehr- und Forschungsmaschinerie der Universität ausgeschlossen wird, beginnt er, selbst kreativ zu sein. Im Laufe des Romans arbeitet er fortschreitend an einer Oper über Lord Byron, den romantischen Dichter. Ob dies eine Reifung des Protagonisten ausmacht, oder ob er nur auf skurrile Weise stets verrückter wird, lässt der Roman offen.
Diese komplexen Themenstränge knüpft Coetzee zu einer nur oberflächlich einfachen Story zusammen. Seine Sprache ist klar, prägnant und fast kalt, dem Protagonisten David Lurie aber durchaus angemessen. Denn David vertraut, obwohl Kommunikationswissenschaftler, der Sprache nicht mehr (S. 8, 9, 152, 168). Sein Ziel wäre vielmehr, dass aus seinen Versuchen mit der Oper „irgendwo aus dem Chaos von Klängen eine einzige authentische Note der ewigen Sehnsucht aufsteigen wird, wie ein Vogel“ (S. 277). Gerade im Verhältnis zu den Schwarzen kommt ihm das Englische völlig unzureichend vor: „Er ist immer mehr davon überzeugt, dass Englisch ein ungeeignetes Medium für die Wahrheit in Südafrika ist“ (S. 152).

### Personennamen
In die Bedeutung der Namen der Hauptpersonen, die sehr indirekt, aber unübersehbar auf einen Neuanfang in der südafrikanischen Gesellschaft hinweisen soll, hat Coetzee das utopische Potential verlagert, das am deutlichsten in Lucy und Petrus in Erscheinung tritt und aus dem sich David Lurie ausgeschlossen fühlt: „Zwischen Lucys Generation und meiner ist anscheinend ein Vorhang gefallen. Ich habe nicht einmal gemerkt, wann er gefallen ist“ (S. 272).
David ist mit einigen Wesens- und Handlungszügen in der Person des biblischen Königs David wiederzuerkennen. Coetzee verleiht seiner Romanfigur dessen ehebrecherische und gewalttätige Züge, viel mehr aber die des Psalmensängers David mit der Harfe. Bei David Lurie ist es das 7-saitige Spielzeugbanjo seiner Tochter, dessen er sich beim Komponieren seiner geplanten Kammeroper bedient. Lurie entlockt ihr ein Plink-plank (S. 277). Er ist aber auch der künftige „Großvater. Ein Joseph. Wer hätte das gedacht!“ (S. 281). Als Joseph, nach christlichem Glauben an der Zeugung Jesu unbeteiligt, steht er in der Nachfolge des mittelalterlichen Bildes von David als Vorfahr Christi.
Lucys Name ist offensichtlich angelehnt an Lucia, was vom Lateinischen her die „Leuchtende“ bedeutet. Lucia ist eine historisch überlieferte Heiligengestalt. Nach der Legende soll sie Jungfräulichkeit gelobt haben, zur Strafe dafür in ein Freudenhaus gesteckt werden, stattdessen aber als Märtyrerin gestorben sein. Bei Dante im „Inferno“ der Göttlichen Komödie ist Lucia Trägerin des himmlischen Lichtes. – David sieht seine Tochter nach der Vergewaltigung in einer Vision von einem „weißen Lichtkreis“ umstrahlt (S. 134 f.). Sie neigt zu der Auffassung, „dass der Trieb eine Bürde ist, auf die wir ohne weiteres verzichten könnten“ (S. 118). In ihrer Schwangerschaft sieht er sie im sanften Septembersonnenlicht, ein bisschen sonnenverbrannt, und „sie sieht plötzlich wie das blühende Leben aus“ (S. 283).
Petrus ist in diesem Zusammenhang die Apostelfigur, die am weitesten in die Zukunft reicht. Im Markusevangelium (Mk 14,66–72 ) steht aber auch, wie er Jesus dreimal verleugnet, als der seine Hilfe braucht. Bei Matthäus (Mt 16,16–19 ) wird er dann als der Fels dargestellt, auf dem Jesus seine Kirche bauen will. – Als Romanfigur wäre er derjenige, der als unmittelbarer Nachbar Lucy wie auch David vor den Vergewaltigern schützen können sollte. Dreimal würde er gebraucht: Sowohl Lucy als auch David Lurie rufen in höchster Not nach ihm, aber er gibt keine Antwort (S. 120 und 121). Auch als Zeuge ist er „nirgends zu sehen“ (S. 140). David schätzt ihn folgendermaßen ein:
„Was ihm an Petrus gefällt, ist sein Gesicht, sein Gesicht und seine Hände. Wenn es so etwas wie ehrliche schwere Arbeit gibt, dann ist Petrus davon gezeichnet. Ein Mann voller Geduld und Tatkraft, der sich nicht unterkriegen lässt. Ein Bauer, ein paysan, ein Landmann. Ein Pläneschmied und Ränkeschmied und bestimmt auch ein Lügner, wie Bauern überall. Ehrliche Arbeit und ehrliche Bauernschläue“ (S. 152 f.).

## Übersetzung
Die deutsche Ausgabe ist in der Übersetzung von Reinhild Böhnke erschienen (S. Fischer, Frankfurt 2000, ISBN 3-10-010815-9 und Fischer-Taschenbuch-Verlag, Frankfurt 2006, ISBN 978-3-596-50951-5).

## Film
Die Verfilmung durch den australischen Regisseur Steve Jacobs, mit Anna Maria Monticelli als Produzentin und John Malkovich in der Hauptrolle, gewann beim Toronto International Film Festival 2008 den „International Critics Award“. Der Film wurde beim „Internationalen Nahost Film Festival“ in Abu Dhabi mit der „Schwarzen Perle“ ausgezeichnet. Am 17. September 2009 war die deutsche Premiere auf dem Filmfest in München.

## Theater
Bei den Münchner Kammerspielen wurde 2013 Schande mit Lorna Ishema auf der Bühne gezeigt, Regie: Luk Perceval aus Belgien, wo das Stück bereits 2011 gespielt wurde.